# Gruppo Bucie-Cornour
Il Gruppo Bucie-Cornour (Massif du Bric Bouchet oppure Massif des Treize Lacs in francese) è un gruppo montuoso delle Alpi del Monginevro nelle Alpi Cozie. Si trova in Italia (nel comprensorio della Città Metropolitana di Torino) ed in misura minore in Francia (dipartimento delle Alte Alpi). Prende il nome dalla montagna più significativa del gruppo, il Bric Bucie.

## Collocazione

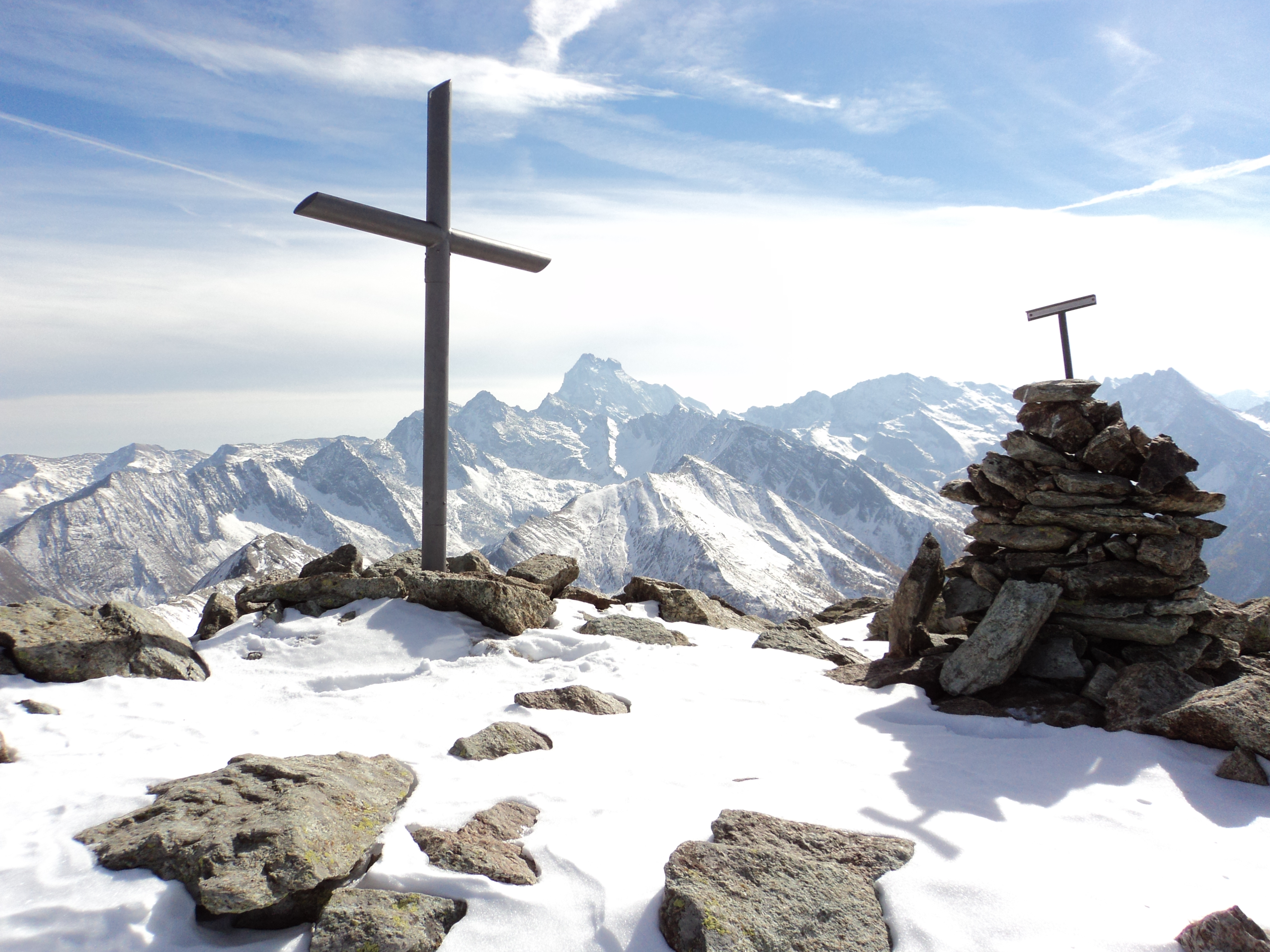
Vetta del Monte Palavas.

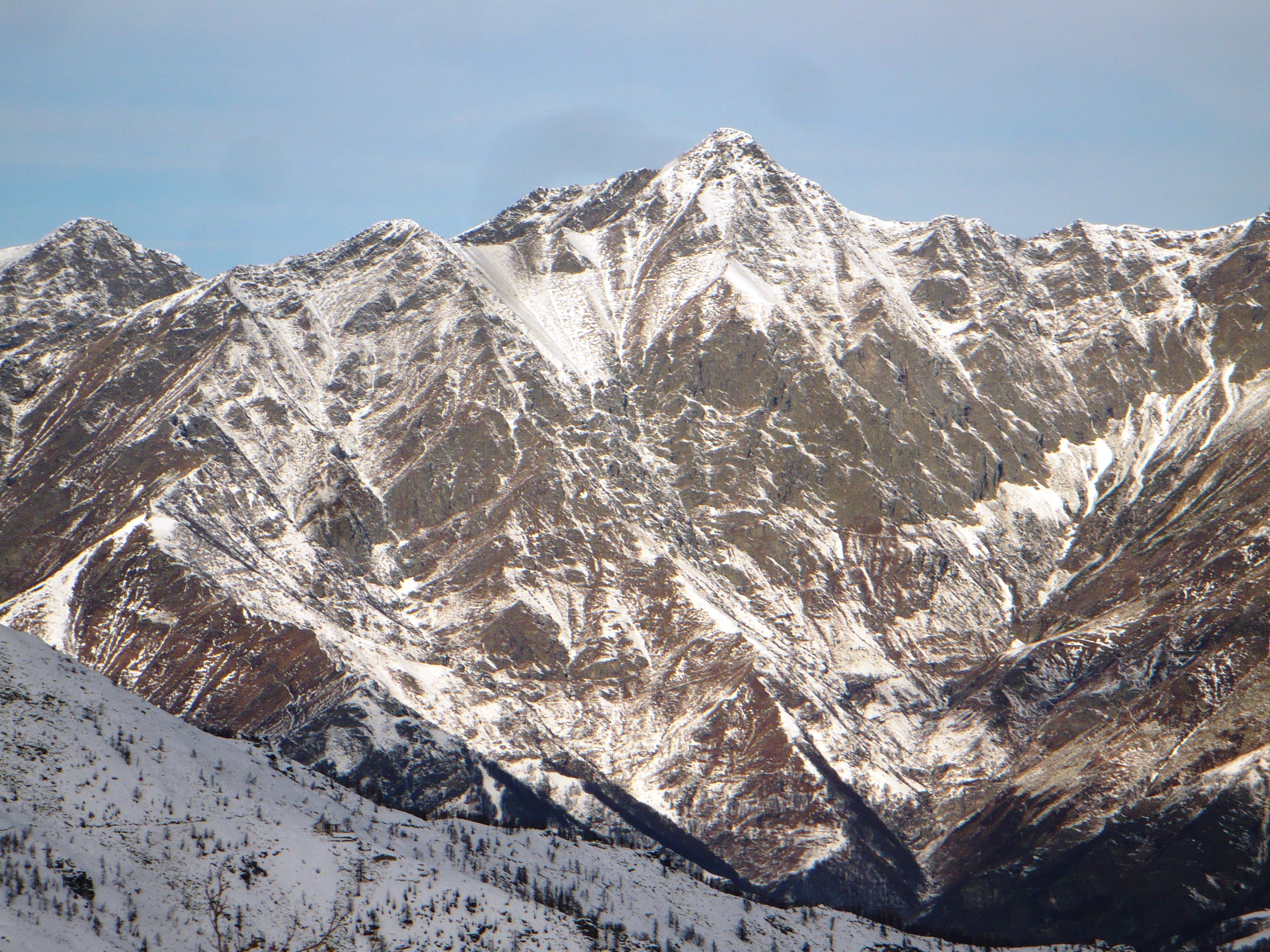
Punta Cornour

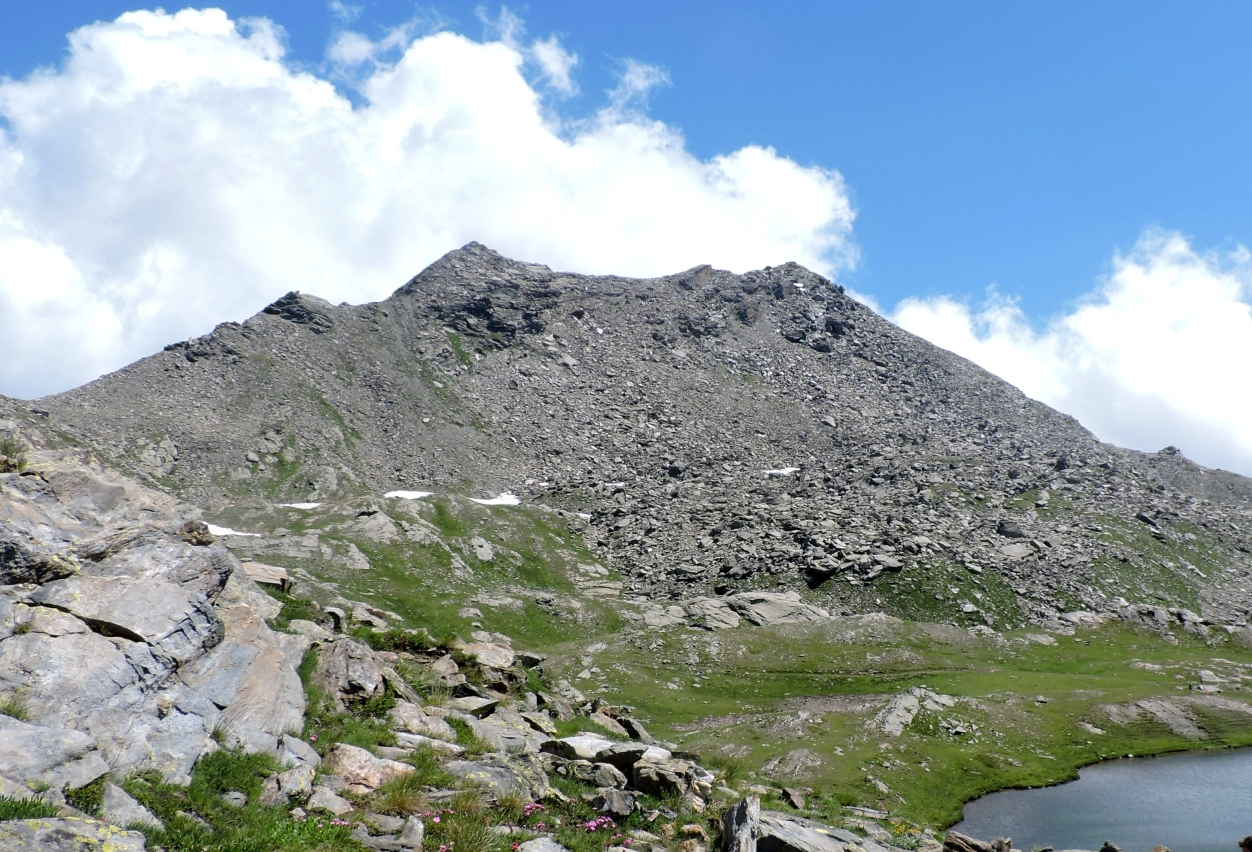
Punta Cialancia

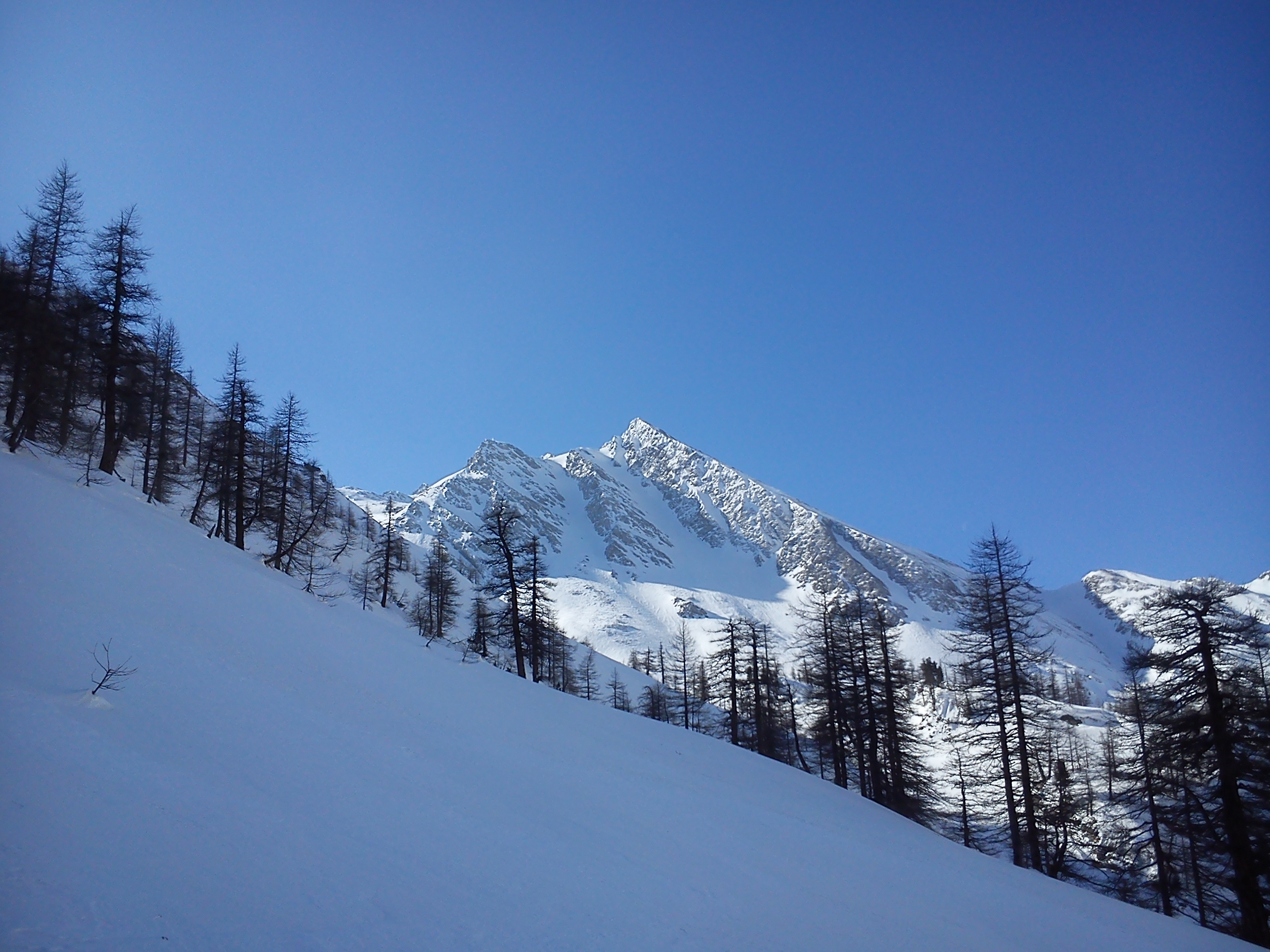
Gran Guglia

Seguendo le definizioni della SOIUSA esso si trova tra il Colle della Croce a sud ed il Col Saint Martin a nord.
Nel dettagli, ruotando in senso orario, i limiti geografici sono: Colle della Croce, alto corso del Guil, Col Saint Martin, Valle Germanasca, Val Chisone, Pianura padana, Val Pellice, Colle della Croce.

## Classificazione
La SOIUSA definisce il Gruppo Bucie-Cornour come un gruppo alpino e vi attribuisce la seguente classificazione:
- Grande parte = Alpi Occidentali
- Grande settore = Alpi Sud-occidentali
- Sezione = Alpi Cozie
- Sottosezione = Alpi del Monginevro
- Supergruppo = Catena Bucie-Grand Queyron-Orsiera
- Gruppo = Gruppo Bucie-Cornour
- Codice = I/A-4.II-A.1

## Suddivisione
Il gruppo viene suddiviso in due sottogruppi:
- Sottogruppo del Bric Bucie (a)
- Costiera Cornour-Cialancia (b)

I due sottogruppi sono divisi dal Passo di Brard (2.454 m)

## Montagne
Le montagne principali del gruppo sono:
- Bric Bucie - 2.998 m
- Monte Palavas - 2.929 m
- Punta Cornour - 2.867 m
- Punta Cialancia - 2.855 m
- Punta Cerisira - 2.822 m
- Gran Guglia - 2.819 m
- Mait d'Amunt - 2.804 m
- Punta Founset - 2.797 m
- Pic de Valpréveyre - 2.793 m
- Punta Fiunira - 2.776 m
- Crête de la Combe Morelle - 2.741 m
- Punta Gardetta - 2.737 m
- Clot Lapierre - 2.730 m
- Cappello d'Envie - 2.618 m
- Punta Chiarlea - 2.590 m
- Monte Giulian - 2.547 m
- Punta Lausarot - 2.481 m
- Rocca Bianca - 2.383 m
- Grand Truc - 2.366 m
- Punta Vergia - 2.327 m
- Monte Vandalino - 2.121 m
- Truc Lausa - 1.681 m
- Monte Castelletto - 1.512 m
- Monte La Buffa - 1.379 m